# Rudy Koopmans
Rudy Koopmans (* 30. Januar 1948 in Leeuwarden, Niederlande) ist ein ehemaliger niederländischer Boxer. Er war Europameister der Berufsboxer im Halbschwergewicht.

## Werdegang

### Amateurlaufbahn
Rudy Koopmans begann als Jugendlicher in seiner Heimatstadt Leeuwarden mit dem Boxen. Er wurde niederländischer Junioren- und Seniorenmeister. Einige Jahre boxte er auch für einen deutschen Verein in der deutschen Bundesliga. Größere Internationale Erfolge hat er in seiner Amateurzeit kaum aufzuweisen. 1969 kam er beim "Dutch Tulips"-Tournament in Amsterdam im Halbmittelgewicht bis in das Finale, in dem er gegen den polnischen Meister und späteren Weltmeister der Amateure Wiesław Rudkowski durch KO in der 3. Runde verlor. 1971 nahm er an der Europameisterschaft in Madrid teil und belegte dort im Mittelgewicht einen guten 5. Platz. Er kam dabei im Achtelfinale zu einem Punktsieg über Wagn Noergaard aus Dänemark und verlor im Viertelfinale gegen Raima Virtanen aus Finnland nach Punkten.

### Profilaufbahn
1972 unterschrieb Rudy Koopmans bei dem deutschen Manager Willy Zeller einen Profivertrag. Seinen ersten Profikampf bestritt er am 8. Dezember 1972 in Köln, in dem er KO-Sieger in der 1. Runde über den Italiener Raffaele Massei wurde. Bis Ende des Jahres 1975 bestritt Rudy Koopmans insgesamt 13 Kämpfe, die er alle gewann. Er boxte in jenen Jahren ausschließlich in Deutschland, lediglich ein Kampf fand in Graz in Österreich statt. Im Dezember 1975 wechselte Rudy Koopmans zum niederländischen Manager Henk Ruhling.
Er kämpfte ab diesem Zeitpunkt häufig auch in den Niederlanden. Nach 26 Siegen in Folge erhielt er am 15. Februar 1978 endlich die Chance, in Rotterdam gegen den Italiener Aldo Traversaro um die EBU-Europameisterschaft im Halbschwergewicht zu kämpfen. Nach 15 Runden wurde er zum Punktsieger und neuen Europameister im Halbschwergewicht ausgerufen. Bei einer Überprüfung der Punktzettel wurde jedoch nach einem Protest bereits einen Tag später festgestellt, dass diese Rechenfehler enthielten (der spanische Punkterichter hatte 146 zu 145 errechnet, richtig waren 145 zu 145; das Protokoll des französischen Punkterichters lautete 144 zu 144), weswegen das Urteil in Unentschieden abgeändert werden musste und Traversaro Europameister blieb.
Er blieb es aber nicht lange, denn schon am 7. März 1979 fand in Rotterdam ein zweiter Kampf Koopmans gegen Traversaro um die EBU-Europameisterschaft im Halbschwergewicht statt. In diesem Kampf siegte Rudy Koopmans durch techn. KO in der 7. Runde. Aldo Traversaro wurde wegen einer Verletzung aus dem Kampf genommen. Neuer Europameister war damit Rudy Koopmans. Diesen Europameistertitel verteidigte Rudy Koopmans bis zum Herbst des Jahres 1980 insgesamt fünfmal erfolgreich. Am 28. Mai 1979 bezwang er in Amsterdam den Franzosen Robert Amory durch techn. KO in der 10. Runde, gegen den Franzosen Hocine Tafer kam er am 5. November 1979 in Rotterdam nur zu einem Unentschieden, am 28. Januar 1980 bezwang er in Rotterdam den Italiener Ennio Cometti durch techn. KO in der 10. Runde, den schwachen Engländer Tony Dowling besiegte er am 31. März 1980 in Rotterdam bereits in der 1. Runde durch techn. KO und auch der Luxemburger Fred Serres konnte ihm am 11. Juli 1980 in Differdingen nicht gefährlich werden. Koopmans gewann diesen Kampf nach 12 Runden klar nach Punkten.
Am 28. November 1980 erhielt Rudy Koopmans die Chance im Olympic Auditorium in Los Angeles gegen Eddie Mustafa Muhammad aus den Vereinigten Staaten um den WBA-Weltmeistertitel im Halbschwergewicht zu boxen. Er hatte dabei Pech, denn er musste schon in der 3. Runde wegen einer Augenbrauenverletzung aus dem Ring genommen werden.
Seinen EBU-Europameistertitel verteidigte Rudy Koopmans in den nächsten drei Jahren aber noch insgesamt sechsmal erfolgreich, obwohl er in den meisten dieser Kämpfe durch eine langwierige Verletzung an seiner rechten Schlaghand gehandicapt war. Am 26. Februar 1981 besiegte er in Paris Hocine Tafer, den er eine Revanche gab, durch techn. KO in der 7. Runde. Fred Serres schlug er bei der Titelverteidigung am 5. Oktober 1981 in Rotterdam schon in der 1. Runde KO. Auch der Italiener Cristiano Cavina bekam am 6. Februar 1982 in Amsterdam die Schlagkraft von Rudy Koopmans zu spüren und verlor durch KO in der 1. Runde. Am 5. November 1982 traf Rudy Koopmans, der in jenen Jahren von dem deutschen Ex-Weltmeister Eckhard Dagge trainiert wurde, auf seinen aufstrebenden jungen Landsmann Alex Blanchard. Blanchard verlor diesen Kampf in der 8. Runde durch techn. KO. Nach einem großen Ballyhoo kämpfte Rudy Koopmans am 9. Juli 1983 in der Frankfurter Festhalle gegen den Deutschen Manfred Jassman und schlug ihn in der 8. Runde KO. Bei seiner nächsten Titelverteidigung musste er dann in Bercy, Frankreich, gegen den Franzosen Rufino Angulo über die volle Kampfzeit von 12 Runden gehen, gewann aber klar nach Punkten.
Am 2. Februar 1984 verteidigte Rudy Koopmans in Marseille seinen EBU-Europameistertitel gegen den Franzosen Richard Caramanolis. Während des Kampfes traten erneut starke Schmerzen in seiner Schlaghand auf, die ihn zwangen diesen Kampf in der 9. Runde aufzugeben. Diese Verletzung zwang ihn schließlich auch dazu, seine so erfolgreiche Boxlaufbahn aufzugeben.
Rudy Koopmans lebt in Rotterdam und betreibt dort eine Boxschule. In Leeuwarden ist ein internationales Nachwuchs-Boxturnier der Amateure nach ihm benannt.